# Nosema ceranae
O Nosema ceranae é uma espécie de fungo que pode ter sido  responsável, juntamente com um vírus, pelo distúrbio do colapso das colônias. No Brasil, foi registrado parasitando a mamangava Bombus brasiliensis.